# Anders Knutas
Anders Bartolomeus Knutas – fikcyjny detektyw, bohater szwedzkich powieści kryminalnych autorstwa Mari Jungstedt.
Postać występuje w następujących tomach:
- 2003 Den du inte ser, pol. Niewidzialny,
- 2004 I denna stilla natt, pol. Niewypowiedziany,
- 2005 Den inre kretsen, pol. We własnym gronie,
- 2006 Den döende dandyn, pol. Umierający dandys,
- 2007 I denna ljuva sommartid, pol. Słodkie lato,
- 2008 Den mörka ängeln, pol. Upadły anioł,
- 2009 Den dubbla tystnaden, pol. Podwójna cisza,
- 2010 Den farliga leken, pol. Niebezpieczna gra,
- 2011 Det fjärde offret, pol. Czwarta ofiara,
- 2012 Den sista akten, pol. Ostatni akt[2].

Knutas ma pięćdziesiąt lat, a od trzydziestu jest komisarzem policji w Visby na Gotlandii. Mieszka w domu przy Bramie Południowej w Visby z żoną - Line (Dunką). Tworzą szczęśliwe małżeństwo, choć w Czwartej ofierze dochodzi do kryzysu. Wychowują nastoletnią parę bliźniąt (Petrę i Nilsa, z którymi w Upadłym aniele ma poważne kłopoty wychowawcze). Jest rodowitym Gotlandczykiem od wielu pokoleń. Rodzice mieszkają w Kappelshamn, są w wieku emerytalnym i trudnią się wypiekiem cieniutkiego chleba - specjalności kulinarnej wyspy. Ma starszą siostrę - Lenę zamieszkałą w Färjestaden na Olandii i brata bliźniaka mieszkającego na wyspie Fårö. Siostra była starsza o siedem lat i nie miał z nią zbyt dobrych kontaktów. Z bratem widywał się rzadko, ale ich stosunki były bardzo dobre.
W pracy jego najlepszą współpracownicą jest czterdziestoletnia Karin Jacobsson - osoba energiczna o bardzo tajemniczym życiu osobistym. W Upadłym aniele wyznaje swą tragiczną przeszłość.
Jest szczupły, lubi ruch, do pracy chodzi przeważnie pieszo. Wolny czas spędza w dużym stopniu na pływalni (Im bardziej skomplikowany był przypadek nad którym przyszło mu, tym częściej pojawiał się na pływalni).